# Тамаи, Нацуми
Нацуми Тамаи (яп. 玉井 菜採; род. 1972, Киото) — японская скрипачка.
Окончила Школу музыки Тохо Гакуэн, затем училась в амстердамской Консерватории имени Свелинка у Германа Кребберса и в Мюнхенской Высшей школе музыки у Аны Чумаченко, занималась также в Музыкальной академии Киджи. В 1992 г. стала победительницей международного конкурса скрипачей в рамках фестиваля «Пражская весна», в дальнейшем удостаивалась премий на Международном конкурсе имени Баха в Лейпциге, Международном конкурсе имени королевы Елизаветы в Брюсселе, Международном конкурсе имени Сибелиуса в Хельсинки.